# NGC 6177
NGC 6177 (другие обозначения — UGC 10428, MCG 6-36-49, ZWG 196.72, KUG 1628+351, PGC 58390) — спиральная галактика с перемычкой (SBb) в созвездии Геркулес.
Этот объект входит в число перечисленных в оригинальной редакции «Нового общего каталога».